# Cerveau et méditation : dialogue entre le bouddhisme et les neurosciences
Cerveau et méditation : dialogue entre le bouddhisme et les neurosciences est un livre du moine de l'école nyingma du bouddhisme tibétain Matthieu Ricard et de Wolf Singer, neurobiologiste et directeur émérite de l'Institut Max-Planck pour la recherche sur le cerveau. L'ouvrage, écrit en anglais sous le titre Beyond the Self: Conversations between Buddhism and Neuroscience a été traduit en français par Carisse Busquet. Christophe André en a écrit la préface. C'est le fruit d'un dialogue qui se déroula durant 8 années. Une conférence s'est tenue au Grand Rex lors de la sortie de l'ouvrage le 11 janvier 2017.

## Référence
1. ↑  Elena Sender, MÉDITATION. Comment devenir un athlète du cerveau en 5 points ?, Sciences et Avenir, 7 décembre 2017
2. ↑  Neuroscience Has a Lot To Learn from Buddhism, The Atlantic, 17 décembre 2017
3. ↑  Louise Bourbonnais, Percer les mystères de l’esprit, Le Journal de Montréal, 10 mars 2017
4. ↑  Sophie Michel Woroniecki, L’interview de Matthieu Ricard : « Ce qui compte, c’est aujourd’hui et maintenant », Marie France, 7 avril 2017
5. ↑  « Conférence de Matthieu Ricard, Wolf Singer et Christophe André le 11 janvier… », sur rencontres-perspectives.fr (consulté le 24 mai 2023).